# IV milenio
El IV milenio es el próximo milenio del calendario gregoriano. Comprenderá el periodo de tiempo entre el 1 de enero de 3001 y el 31 de diciembre de 4000.

## Predicciones astronómicas
- En este milenio habrá un total de 2365 eclipses solares.[1]

## Ciencia ficción
- La serie de televisión Futurama, transcurre desde el siglo XXX hacía el futuro, después de que Fry cae (aparentemente) en una máquina de criogenización al resbalarse y caer desde una silla, después de inclinarse en ella, la cual lo congelaría por mil años y al despertar se entera de que despertó fines del siglo XXX, (31 de diciembre de 2999) y principio del siglo XXXI, dónde empezaría el Milenio IV.
- En el año 3001 transcurre los hechos narrados en la cuarta novela de Arthur C. Clarke, en 3001: Odisea final.
- En un capítulo de Coraje, el perro cobarde,  una máquina del tiempo los lleva al año 3001 donde las personas en vez de ser humanos son plátanos.
- Gran parte de la ficción creada en el Universo BattleTech se desarrolla en el siglo XXXI, en el que se dan las 3.ª y 4.ª Guerras de Sucesión, la Invasión de los Clanes y la Jihad de Palabra de Blake.
- En la serie Loki, en el Siglo XXXI Kang conoce variantes de sí mismo, después inventa el Viaje en el tiempo para eliminar realidades alternas por consideradas una amenaza.
- La serie franco-japonesa Ulises 31 transcurre en el siglo XXXI.
- El juego Horizon Zero Dawn desarrollado por Guerrilla Games transcurre en el año 3020.
- La serie de animación francesa Érase una vez... el espacio está ambientada al año 3023.
- La película de animación Titan A.E. transcurre entre los años 3028 y 3044.
- La serie animada Hora de Aventura se desarrolla durante el siglo XXXI, en la Tierra de Ooo la cual existe mil años después de una guerra que acabó con la civilización.
- En el año 3071 transcurre la serie indie Murder Drones
- En el año 3186 se considera el punto temporal en que la nave de la Federación U.S.S. Discovery (NCC-1031) llega al Cuadrante Beta al comienzo de su tercera temporada en Star Trek: Discovery.
- La serie de anime Legend of the Galactic Heroes está ambientada en el siglo XXXVII.
- En el episodio "Legión" en la 8.º temporada de Smallville (8x11) los tres viajeros dicen venir del siglo XXXI, según ellos, la tierra recibe y acepta a los extraterrestres con los brazos abiertos, sin embargo siguen existiendo "personas" a las cuales este concepto les parece tan aterrador que se disponen a viajar al pasado con el uso de un "anillo" para matar a Clark Kent (Superman) y evitar que la humanidad vea con buenos ojos a estos aliens.
- Sleep No More, episodio de Doctor Who, transcurre en el siglo XXXVIII.
- Según Nostradamus, en el año 3797 ocurrirá el fin del mundo.
- En el año 3978, es la fecha de referencia para la época en la cual se desarrolla el ambiente postapocalíptico de las dos primeras películas de El planeta de los simios y su secuela, Regreso al Planeta de los Simios. En la primera, la fecha que marca la computadora cuando llegan al planeta es 25 de noviembre de 3978.
- Suceden los Archie Comics de Sonic the hedgehog
- Según teorías recientes y poco conocidas, la serie The Amazing Digital Circus, podría transcurrir en este tiempo.
- Un jugador del videojuego Civilization II, se la paso jugando la misma partida por 20 años en la que en el año 3991 D.C dentro del juego su civilización estuvo atrapada en una guerra eterna de 1700 años la cual terminaría ganando y conquistando el mundo entero con unas cuantas estrategias para el año 4008.
- Programa Cuarto Milenio, Se reproduce en el canal Cuatro. Habla sobre acontecimientos paranormales.

## Música
- Sinfonía "Preludio para el año 3001" (featuring Amelita Baltar) compuesta por Astor Piazzolla, argentino.

## Efemérides
- 11 de septiembre del 3001: Se cumplen mil años del Atentado del 11 de septiembre de 2001, (conocido como el 9/11 o atentado de las torres gemelas) en el World Trade Center.
- 3007-3008: Se cumplen mil años de la Crisis financiera de 2008.
- 23 de septiembre de 3008: Se lanzó el sistema digital, conocido como Android, el cual daría un impulso a la revolución digital a principios de la década del 2000s.
- Noviembre/diciembre de 3019: Se cumplen mil años de la aparición del SARS-CoV-2, (Covid-19) de origen chino que dejó una crisis económica a principios de la década del 2020s